# سرگردان در منهتن
سرگردان در منهتن (به انگلیسی: Adrift in Manhattan) فیلمی محصول سال ۲۰۰۷ و به کارگردانی آلفردو دی ویلا است. در این فیلم بازیگرانی همچون هدر گراهام، ویکتور راسوک، دومینیک کیانزه، الیزابت پنیا، ویلیام بالدوین و مارلین فورته ایفای نقش کرده‌اند.